# Linea 10 (metropolitana di Shanghai)
La Linea 10 della metropolitana di Shanghai è una linea del sistema metropolitano di Shanghai, in Cina. Si estende per circa 45 km ed è servita da 37 stazioni.
Le prime due tratte, da Longxi Road a Xinjiangwancheng e da Longxi Road a Hangzhong Road, che si snodano rispettivamente per 24 e 3 stazioni, furono aperte il 15 aprile 2010. Già il 30 novembre dello stesso anno fu aperta la terza tratta a Longxi Road a Hongqiao Railway Station, diramazione con altre quattro stazioni. Il 26 dicembre 2020 la prima tratta fu prolungata verso nord-est da Xinjiangwancheng a Jilong Road, per altre sei stazioni.

## Stazioni
| Stazioni | Stazioni | Stazioni | Stazioni | Stazioni  | Stazioni                                          | Stazioni        | Stazioni                                                     | Stazioni | Stazioni | Stazioni | Stazioni  | Stazioni         | Stazioni |
| --- | -------- | -------- | -------- | --------- | ------------------------------------------------- | --------------- | ------------------------------------------------------------ | -------- | -------- | -------- | --------- | ---------------- | -------- |
| - P - Tratta principale: Hongqiao Railway Station ↔ Jilong Road - D - Diramazione: Hangzhong Road ↔ Xinjiangwancheng - N - Nucleo: Longxi Road ↔ Jiangwan Stadium (solo durante l'ora di punta della mattina) - L - Tratta principale limitata: Hongqiao Railway Station ↔ Jiangwan Stadium - X - Treni straordinari: Hongqiao Railway Station ↔ Wujiaochang (fermate limitate) |          |          |          |           |                                                   |                 |                                                              |          |          |          |           |                  |          |
| Percorsi | Percorsi | Percorsi | Percorsi | Station № | Station name                                      | Station name    | Interscambi                                                  | Distanza | Distanza | Distanza | Località  | Aper- tura       |          |
| P | D        | N        | L        | Station № | Inglese                                           | Cinese          | Interscambi                                                  | km       | km       | min      | Località  | Aper- tura       |          |
| |          |          |          |           |                                                   |                 |                                                              |          |          |          |           |                  |          |
| Tratta principale |          |          |          |           |                                                   |                 |                                                              |          |          |          |           |                  |          |
| ● |          | ●        | ●        | L10/01    | Hongqiao                                          | 虹桥火车站      | Linea 2, linea 17, stazione ferroviaria di Shanghai Hongqiao | 0.00     | 0.00     | 0        | Minhang   | 30 novembre 2010 |          |
| ● |          | ●        | ●        | L10/02    | Hongqiao Airport Terminal 2                       | 虹桥2号航站楼   | Linea 2, SHA                                                 | 0.56     | 0.56     | 2        | Minhang   | 30 novembre 2010 |          |
| ● |          | ●        | ●        | L10/03    | Hongqiao Airport Terminal 1                       | 虹桥1号航站楼   | SHA                                                          | 1.93     | 2.49     | 5        | Minhang   | 30 novembre 2010 |          |
| ● |          | ●        | ｜       | L10/04    | Shanghai Zoo                                      | 上海动物园      |                                                              | 1.96     | 4.45     | 8        | Changning | 30 novembre 2010 |          |
| Diramazione |          |          |          |           |                                                   |                 |                                                              |          |          |          |           |                  |          |
| ｜ | ●        | ｜       | ｜       | L10/05-3  | Hangzhong Road                                    | 航中路          |                                                              | 1.03     | 5.48     | 0        | Minhang   | 10 aprile 2010   |          |
| ｜ | ●        | ｜       | ｜       | L10/05-2  | Ziteng Road                                       | 紫藤路          |                                                              | 1.19     | 6.67     | 3        | Minhang   | 10 aprile 2010   |          |
| ｜ | ●        | ｜       | ｜       | L10/05-1  | Longbai Xincun                                    | 龙柏新村        |                                                              | 2.38     | 9.05     | 6        | Minhang   | 10 aprile 2010   |          |
| Principale |          |          |          |           |                                                   |                 |                                                              |          |          |          |           |                  |          |
| ● | ●        | ●        | ｜       | L10/05    | Longxi Road                                       | 龙溪路          |                                                              | 1.27     | 10.32    | 10       | Changning | 10 aprile 2010   |          |
| ● | ●        | ●        | ｜       | L10/06    | Shuicheng Road                                    | 水城路          |                                                              | 1.27     | 11.59    | 13       | Changning | 10 aprile 2010   |          |
| ● | ●        | ●        | ｜       | L10/07    | Yili Road                                         | 伊犁路          | Linea 15                                                     | 1.25     | 12.84    | 15       | Changning | 10 aprile 2010   |          |
| ● | ●        | ●        | ｜       | L10/08    | Songyuan Road                                     | 宋园路          |                                                              | 0.81     | 13.65    | 17       | Changning | 10 aprile 2010   |          |
| ● | ●        | ●        |          | L10/09    | Hongqiao Road                                     | 虹桥路          | Linea 3, linea 4                                             | 0.99     | 14.64    | 19       | Xuhui     | 10 aprile 2010   |          |
| ● | ●        | ●        | ｜       | L10/10    | Jiaotong University                               | 交通大学        | Linea 11                                                     | 1.27     | 15.91    | 21       | Xuhui     | 10 aprile 2010   |          |
| ● | ●        | ●        | ｜       | L10/11    | Shanghai Library                                  | 上海图书馆      |                                                              | 1.18     | 17.09    | 24       | Xuhui     | 10 aprile 2010   |          |
| ● | ●        | ●        |          | L10/12    | South Shaanxi Road                                | 陕西南路        | Linea 1, linea 12                                            | 1.54     | 18.63    | 26       | Huangpu   | 10 aprile 2010   |          |
| ● | ●        | ●        | ｜       | L10/13    | Site of the First CPC National Congress·Xintiandi | 一大会址·新天地 | Linea 13                                                     | 1.68     | 20.31    | 29       | Huangpu   | 10 aprile 2010   |          |
| ● | ●        | ●        | ｜       | L10/14    | Laoximen                                          | 老西门          | Linea 8                                                      | 0.86     | 21.17    | 31       | Huangpu   | 10 aprile 2010   |          |
| ● | ●        | ●        | ｜       | L10/15    | Yuyuan Garden                                     | 豫园            | Linea 14                                                     | 1.35     | 22.52    | 34       | Huangpu   | 10 aprile 2010   |          |
| ● | ●        | ●        |          | L10/16    | East Nanjing Road                                 | 南京东路        | Linea 2                                                      | 1.17     | 23.69    | 36       | Huangpu   | 10 aprile 2010   |          |
| ● | ●        | ●        | ｜       | L10/17    | Tiantong Road                                     | 天潼路          | Linea 12                                                     | 0.71     | 24.40    | 38       | Jing'an   | 10 aprile 2010   |          |
| ● | ●        | ●        | ｜       | L10/18    | North Sichuan Road                                | 四川北路        |                                                              | 0.92     | 25.32    | 40       | Hongkou   | 10 aprile 2010   |          |
| ● | ●        | ●        |          | L10/19    | Hailun Road                                       | 海伦路          | Linea 4                                                      | 0.92     | 26.24    | 42       | Hongkou   | 10 aprile 2010   |          |
| ● | ●        | ●        | ｜       | L10/20    | Youdian Xincu                                     | 邮电新村        |                                                              | 1.19     | 27.43    | 44       | Hongkou   | 10 aprile 2010   |          |
| ● | ●        | ●        |          | L10/21    | Siping Road                                       | 四平路          | Linea 8                                                      | 1.01     | 28.44    | 46       | Hongkou   | 10 aprile 2010   |          |
| ● | ●        | ●        | ｜       | L10/22    | Tongji University                                 | 同济大学        |                                                              | 0.97     | 29.41    | 48       | Yangpu    | 10 aprile 2010   |          |
| ● | ●        | ●        | ｜       | L10/23    | Guoquan Road                                      | 国权路          | Linea 18                                                     | 0.84     | 30.25    | 50       | Yangpu    | 10 aprile 2010   |          |
| ● | ●        | ●        |          | L10/24    | Wujiaochang                                       | 五角场          |                                                              | 1.02     | 31.27    | 52       | Yangpu    | 10 aprile 2010   |          |
| ● | ●        | ●        |          | L10/25    | Jiangwan Stadium                                  | 江湾体育场      |                                                              | 0.60     | 31.87    | 54       | Yangpu    | 10 aprile 2010   |          |
| ● | ●        |          |          | L10/26    | Sanmen Road                                       | 三门路          |                                                              | 1.26     | 33.13    | 56       | Yangpu    | 10 aprile 2010   |          |
| ● | ●        |          |          | L10/27    | East Yingao Road                                  | 殷高东路        |                                                              | 1.00     | 34.13    | 58       | Yangpu    | 10 aprile 2010   |          |
| ● | ●        |          |          | L10/28    | Xinjiangwancheng                                  | 新江湾城        |                                                              | 0.79     | 34.92    | 60       | Yangpu    | 10 aprile 2010   |          |
| ● |          |          |          | L10/29    | Guofan Road                                       | 国帆路          |                                                              | 1.54     | 36.46    | 62       | Yangpu    | 26 dicembre 2020 |          |
| ● |          |          |          | L10/30    | Shuangjiang Road                                  | 双江路          |                                                              | 3.25     | 39.71    | 67       | Pudong    | 26 dicembre 2020 |          |
| ● |          |          |          | L10/31    | West Gaoqiao                                      | 高桥西          |                                                              | 1.35     | 41.06    | 69       | Pudong    | 26 dicembre 2020 |          |
| ● |          |          |          | L10/32    | Gaoqiao                                           | 高桥            |                                                              | 1.20     | 42.26    | 71       | Pudong    | 26 dicembre 2020 |          |
| ● |          |          |          | L10/33    | Gangcheng Road                                    | 港城路          | Linea 6                                                      | 0.99     | 43.25    | 73       | Pudong    | 26 dicembre 2020 |          |
| ● |          |          |          | L10/34    | Jilong Road                                       | 基隆路          |                                                              | 1.69     | 44.94    | 76       | Pudong    | 26 dicembre 2020 |          |
| |          |          |          |           |                                                   |                 |                                                              |          |          |          |           |                  |          |